# Bergensesteenweg
De Bergensesteenweg (Frans: chaussée de Mons) is een Brusselse invalsweg die begint aan de Anderlechtsepoort en in zuidwestelijke richting loopt tot Halle in Vlaams-Brabant. De weg is deel van de N6 (Brussel-Halle-Bergen) en loopt parallel met het Kanaal Brussel-Charleroi en de Zenne.

## Traject
De steenweg begint aan de Kleine Ring bij de Anderlechtsepoort, in het verlengde van de Anderlechtsesteenweg. Hij loopt door Kuregem tot het viaduct van spoorlijn 28 en de brug over het Kanaal Brussel-Charleroi, waar de centrumwijk van Anderlecht begint. Af en toe verbreedt de Bergense Steenweg - zoals hij in Anderlecht wordt gespeld - zich tot een tochtig plein: Albert I-square, Emile Vanderveldeplein, Bizetplein. Op dit laatste ligt station Bizet van metrolijn 5, verderop langs de steenweg gevolgd door Het Rad en COOVI.
Vóór de brug over de Grote Ring ligt links van de steenweg tuinwijk Het Rad. Er voorbij ligt nog een stuk Anderlecht, met de Belgische hoofdzetel van Coca-Cola en een IKEA-vestiging. Dan komt de Bergensesteenweg het Vlaams Gewest binnen in de wijk Negenmanneke op grondgebied Sint-Pieters-Leeuw. In Halle gaat de Bergensesteenweg over in de Brusselsesteenweg, om na de ring (Auguste De Maeghtlaan) terug de eerste benaming aan te nemen.

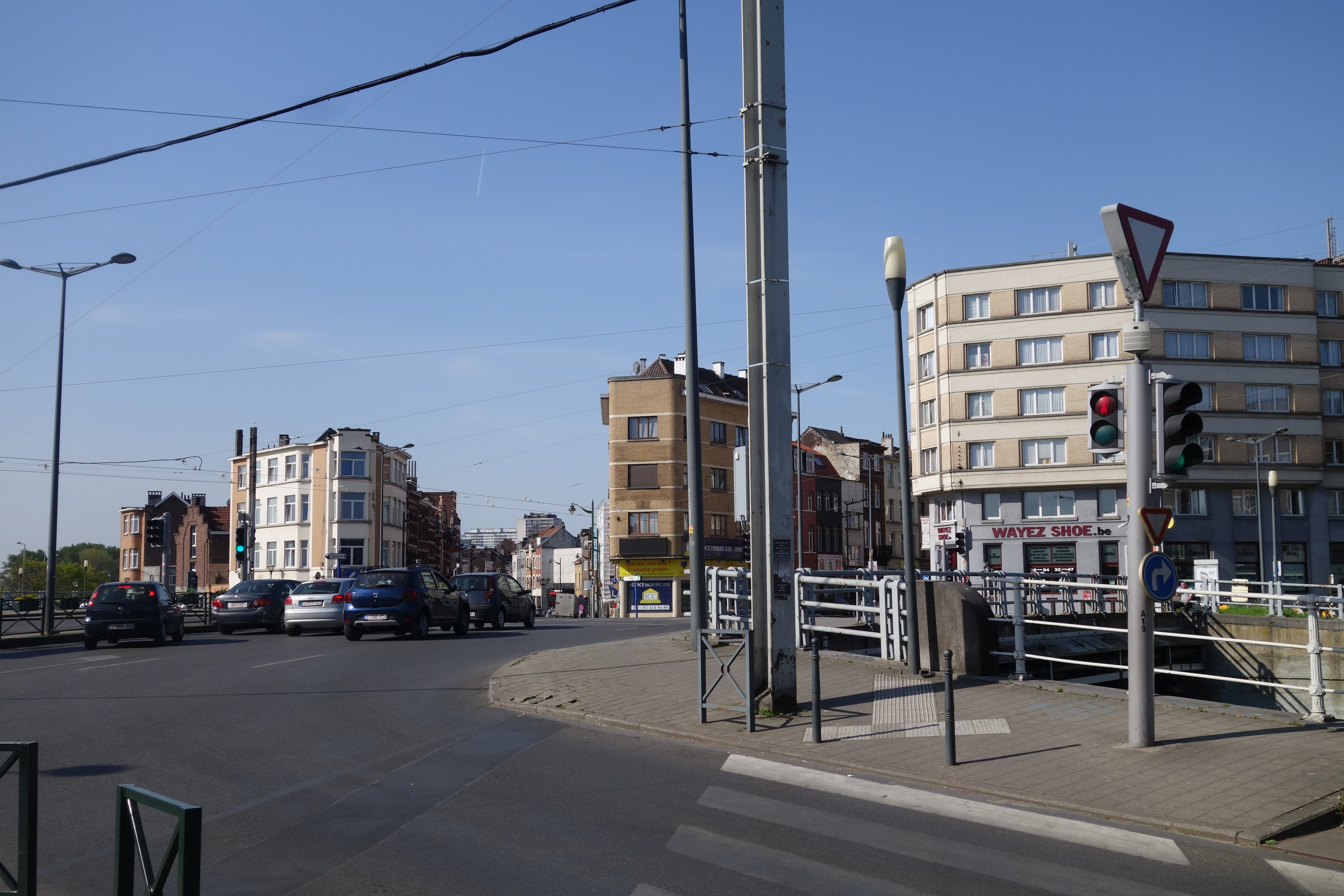
Kuregembrug met de Bergensesteenweg
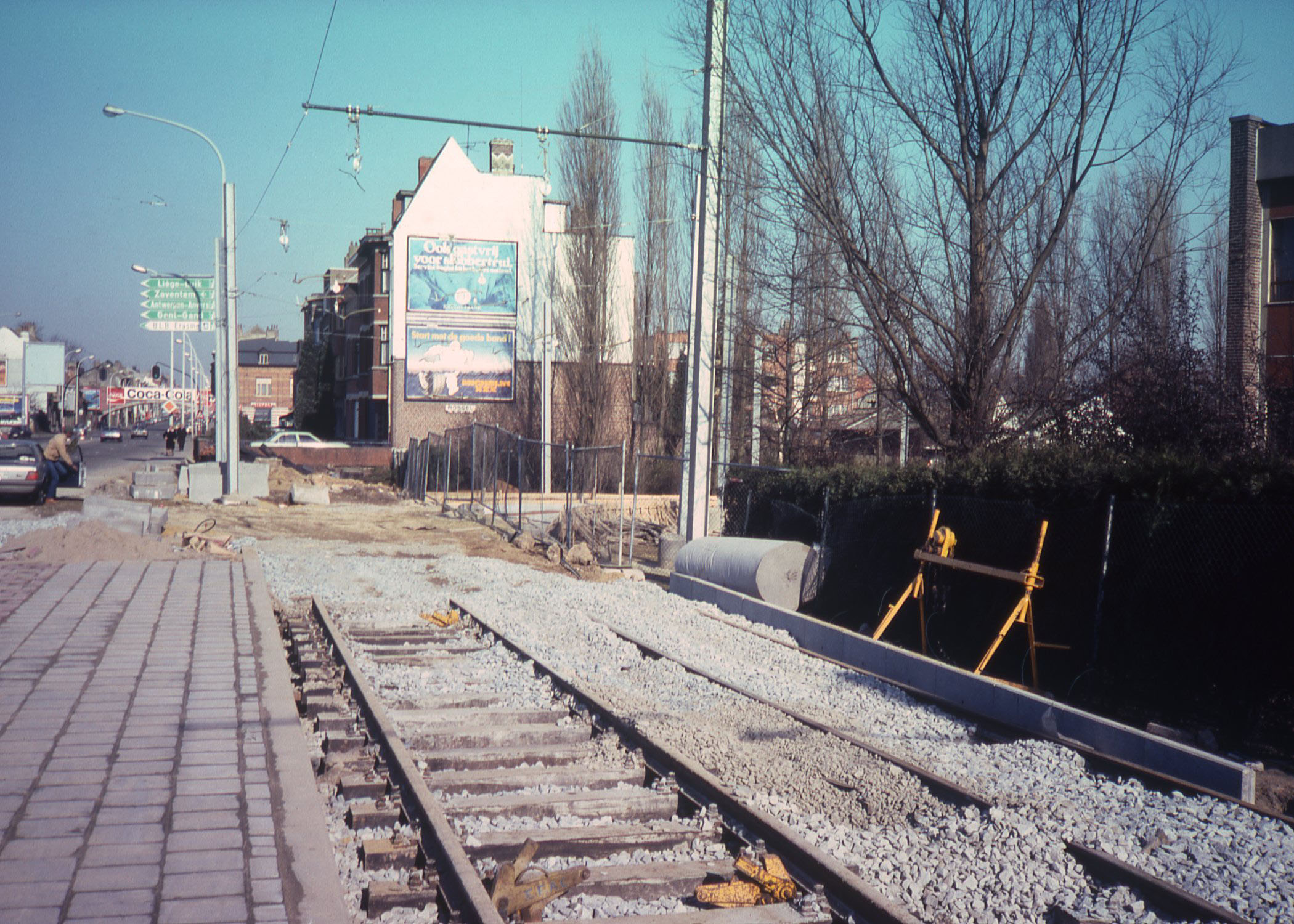
Oude tramlijn 103
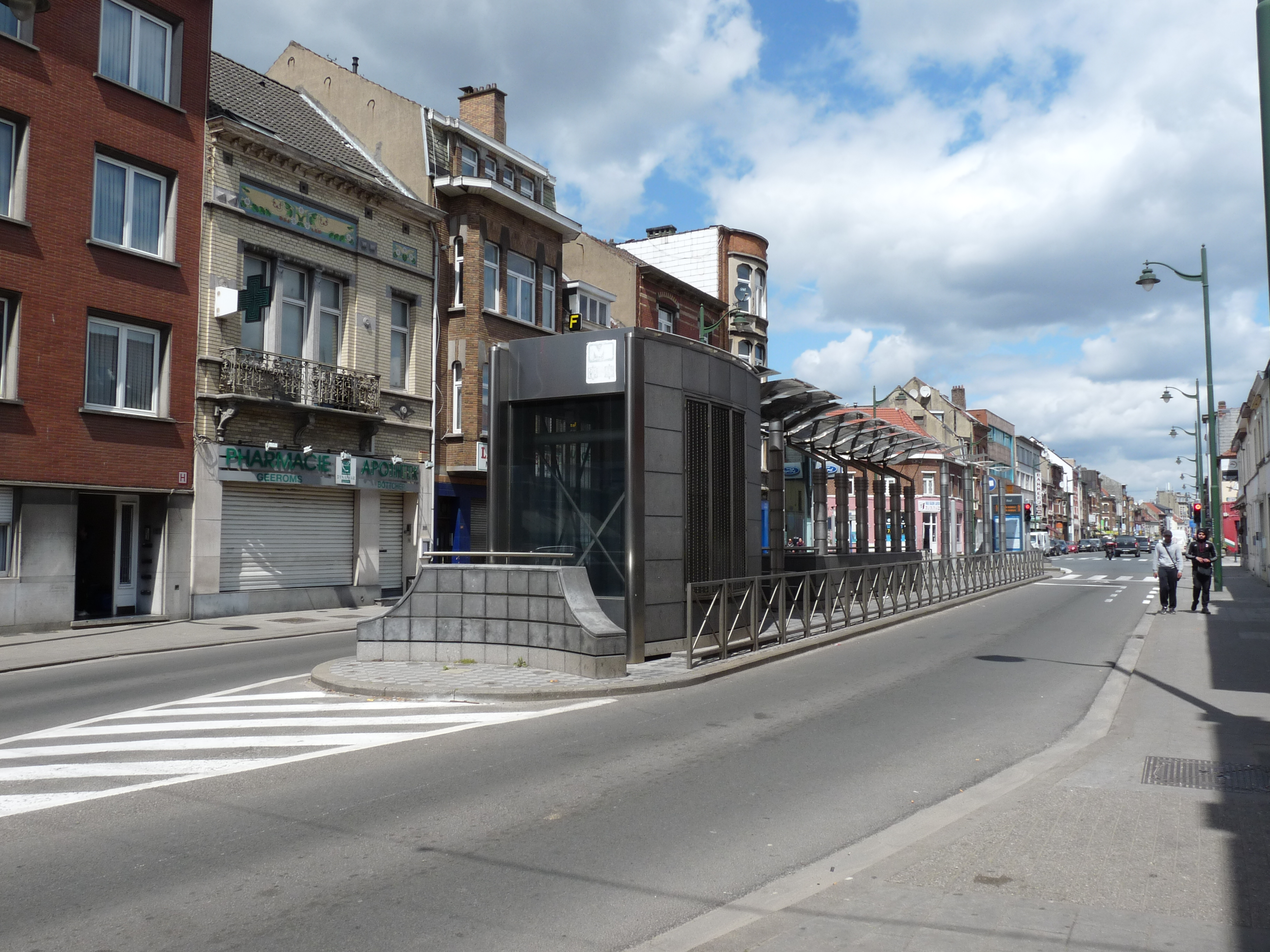
Metro Het Rad

## Beschrijving
Als typische invalsweg heeft de Bergensesteenweg veel baanwinkels en autobedrijven. Het steedse karakter in Anderlecht gaat over in halflandelijkheid en lintbebouwing te Sint-Pieters-Leeuw.
Langs de steenweg passeren weinig voetgangers en ook fietsers wagen zich er zelden. Begin 21e eeuw waren er gevallen van bekogelde lijnbussen en politiewagens.

## Geschiedenis
De aanleg van de Bergensesteenweg gebeurde tijdens de Spaanse Successieoorlog onder Filips V van Spanje (1704-1710). Een paar honderd meter naast de oude weg tussen Brussel en Bergen, waarvan sommige stukken tot acht maanden per jaar onberijdbaar waren wegens modder, liet de koning per ordonnantie een geplaveide weg aanleggen. Hij was ongeveer 6 meter breed en had langs weerskanten 'voetpaden' van 8,5 meter. Vervolgens was telkens over een 132 meter brede zone alle hout gekapt.
In 1840 kende het verkeer langs de Bergsche Steenweg een terugval door de ingebruikname van de spoorweg Brussel-Bergen.

## Administratief
De huisnummering van de Bergense Steenweg (Anderlecht) loopt van 1 tot 1445. In Sint-Pieters-Leeuw begint de nummering van de Bergensesteenweg opnieuw (tot 838).